# Edmée Broers
Edmée Wilhelmina Broers (* 12. November 1876 in Geertruidenberg; † 3. September 1955 in Den Haag) war eine niederländische Malerin.

## Leben und Werk
Edmée Broers wurde am 12. November 1876 in Geertruidenberg geboren. Sie war die Tochter von Hubertus  Broers (1841–1897) und Theodora Johanna Jacoba Sara Hugoine van Beusekom (1849–1941). Sie hatte einen Bruder Hubertus Broers und eine Halbschwester Claire  Flavie  Broers.
Sie studierte an der Koninklijke Academie van Beeldende Kunsten in Den Haag und war Schülerin von Johannes Josephus Aarts, Hendrik Johannes Haverman und Frits Jansen. Broers malte Stillleben und Porträts und war Mitglied von Arti et Amicitiae, Schilderessenvereniging ODIS, Haagse Kunstkring und Kunstenaarsvereniging Sint Lucas und nahm regelmäßig an den Ausstellungen der Vereinigungen teil.
Edmée Broers starb am 3. September 1955 im Alter von 78 Jahren in Den Haag.